# Filosofia dell'aria
Filosofia dell'aria è il secondo disco ufficiale del gruppo musicale italiano Underground Life, pubblicato nel 1987.

## Tracce
Lato A
1. Uccidiamo il lavoro di massa
2. Belfagor
3. Lady Von S. Masoch
4. Il battito

Lato B
1. L'iperbole notturna
2. Architettura sospesa
3. La rivolta degli infanti
4. Albe atomiche
5. In inverno

## Formazione
- Basso - Enzo Onorato
- Batteria - Lorenzo La Torre
- Voce, chitarra - GianCarlo Onorato

Ospiti:
- Roberto Barbini: fisarmonica, organo, pianoforte, tastiere, synth, cori
- Michele Battel: violino solista, archi
- Marco Brioschi: tromba
- Marco Manini: chitarre elettriche
- Maurizio Signorino: sassofoni
- Pino Vicari: rumori, cori
- Vincenzo Zitello: viola